# Krystian Ochman
Krystian Jan Ochman, noto anche semplicemente come Ochman (Melrose, 19 luglio 1999), è un cantante polacco con cittadinanza statunitense.
Ha rappresentato la Polonia all'Eurovision Song Contest 2022 col brano River.

## Biografia
Krystian Ochman è nato nel Massachusetts ed è cresciuto vicino a Washington, dove i suoi genitori erano emigrati durante il regime comunista. Suo padre suonava il sintetizzatore nel gruppo rock Róże Europy e suo nonno, Wiesław Ochman, è un cantante lirico. Ha ricevuto un'educazione musicale, prendendo dapprima lezioni di pianoforte e tromba sin dall'infanzia e poi, nell'adolescenza, di canto. Esortato dal nonno, dopo il liceo ha frequentato l'Accademia Musicale Karol Szymanowski di Katowice, dove ha studiato canto lirico.
È salito alla ribalta nel 2020 con la sua partecipazione all'undicesima edizione del talent show The Voice of Poland, dove ha superato le audizioni entrando a far parte della squadra di Michał Szpak. Nella serata finale il televoto l'ha decretato vincitore del programma. Ha presto firmato un contratto con la Universal Music Polska, su cui è uscito il suo singolo d'esordio Światłocienie, certificato disco d'oro dalla Związek Producentów Audio-Video con oltre 10 000 unità vendute a livello nazionale. Nel settembre del 2021 ha ricevuto il premio del pubblico alla 58ª edizione del Festival nazionale della musica polacca di Opole, dove ha presentato l'inedito Prometeusz. Il suo album di debutto, Ochman, è uscito nel novembre successivo e ha raggiunto la 5ª posizione della classifica nazionale. Ai Fryderyk, il principale riconoscimento musicale della Polonia, gli ha permesso di ottenere due candidature.
Krystian Ochman è stato annunciato fra i dieci artisti partecipanti a Tu bije serce Europy! Wybieramy hit na Eurowizję 2022, il programma di selezione del rappresentante polacco all'annuale Eurovision Song Contest, dove ha presentato l'inedito River. È risultato il vincitore dell'evento, diventando di diritto il rappresentante polacco a Torino. Nel maggio successivo, dopo essersi qualificato dalla seconda semifinale, Krystian Ochman si è esibito nella finale eurovisiva, dove si è piazzato al 12º posto su 25 partecipanti con 151 punti totalizzati.

## Discografia

### Album in studio
- 2021 – Ochman
- 2023 – Testament
- 2024 – Klasycznie

### Singoli
- 2020 – Światłocienie/Lights in the Dark
- 2021 – Wielkie tytuły
- 2021 – Wspomienie
- 2021 – Prometeusz
- 2021 – Ten sam ja
- 2021 – Złodzieje wyobraźni
- 2021 – Christmas Vibes
- 2022 – River
- 2022 – Bittersweet (feat. Opał)
- 2023 – Cry for You (con la Kalush Orchestra)
- 2023 – Bronia (con Jerry Heil)
- 2023 – 8ball
- 2023 – Energia (con Opał)
- 2023 – Rozmyty obraz
- 2023 – Ona widzi nas
- 2023 – Telefony
- 2024 – Mamo
- 2024 – Siłacz
- 2024 – Nie ma szans
- 2024 – Gdy nikt nie widzi